# Bronnen (Neuler)
Bronnen ist ein Weiler der Gemeinde Neuler im Ostalbkreis in Baden-Württemberg.

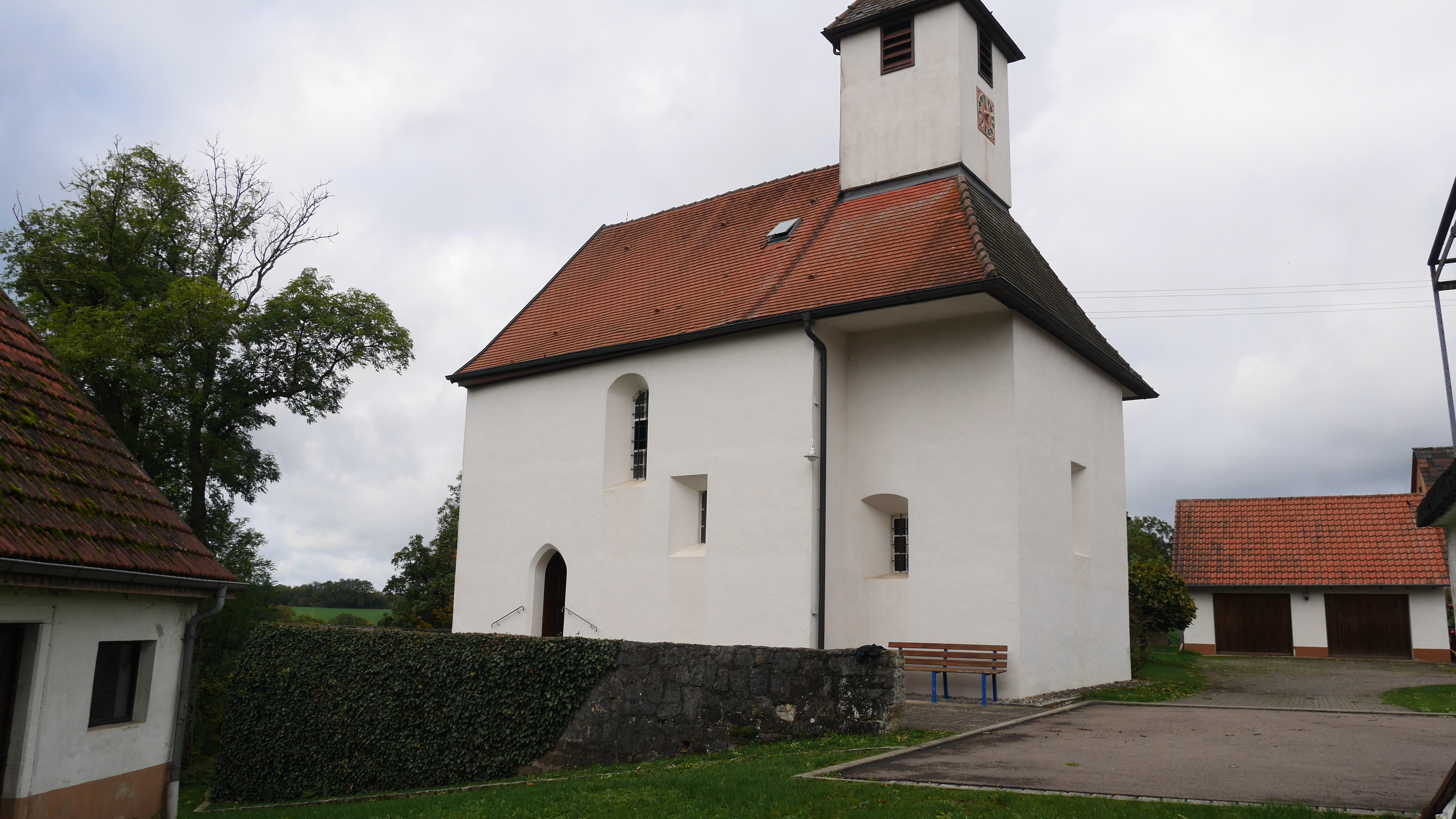
St. Ägidiuskapelle

## Beschreibung
Der Ort liegt etwa drei Kilometer südwestlich des Ortskerns von Neuler.
Direkt am Ort entspringen der Kehlbach und der Klingenbach, welche beide in den Krummbach fließen, welcher wiederum in den Kocher-Kanal Hüttenwerkskanal mündet.
Naturräumlich liegt der Ort im Vorland der östlichen Schwäbischen Alb, genauer im Unterraum Platte von Neuler. Der Untergrund besteht aus der Obtususton-Formation, der Arietenkalk-Formation, der Angulatensandstein-Formation und der Psilonotenton-Formation.

## Geschichte
Der Ort wurde erstmals im Jahre 1147 als „Brunnin“ erwähnt. Im 12. und 13. Jahrhundert ist für Bronnen ein Ortsadelsgeschlecht nachgewiesen, die auf einer im Ort liegenden Burg saßen. Diese waren vermutlich Dienstmannen des Klosters Ellwangen.
Im 14. Jahrhundert war das Kloster begütert, später gehörte ein Teil zum Kloster und ein kleinerer zur Herrschaft Adelmannsfelden.
Das älteste Gebäude in Neuler ist die spätromanische St.-Ägidius-Kapelle in Bronnen mit Fresken aus dem frühen 15. Jahrhundert.